# Eosinopteryx
Eosinopteryx byl rod velmi malého teropodního dinosaura, žijícího zřejmě v období počínající svrchní jury (asi před 161,5 miliony let) na území dnešní severozápadní Číny (provincie Liao-ning).

## Význam
Dnes je Eosinopteryx obecně považován za anchiornitida, zástupce relativně inteligentních dravých dinosaurů menších rozměrů. Jeho objev představuje významný příspěvek k pochopení evoluce opeřených maniraptorů a prvních ptáků. Typový exemplář byl popsán mezinárodním týmem paleontologů vedených Pascalem Godefroitem počátkem roku 2013. Jediným dnes známým (a typovým) druhem je E. brevipenna. Blízkým příbuzným eosinopteryxe byl například rod Serikornis.

## Popis
Při délce kolem 30 cm a hmotnosti zhruba 100 gramů patřil eosinopteryx mezi vůbec nejmenší známé neptačí dinosaury. Velikostně i tvarem křídel se tento teropod značně podobal příbuznému rodu Anchiornis. Také jeho zkameněliny byly objeveny v sedimentech geologického souvrství Tchiao-ťi-šan.